# 国名
国名（こくめい）は、国家の名前をいう。

## 概要
多くの国では、単語または数語からなる短い通称と正式名称を使い分けている。例えば、通称パキスタンと呼ばれる国家の正式名称はパキスタン・イスラム共和国である。本記事における「国名」とは、特に注記のない限りは後者の正式名称について示すものとする。

## 国名の付し方
国名はほとんどの場合、地名や民族を表す固有名詞（あるいはその形容詞化、以下では単に固有名詞）と、国家体制を示す普通名詞（あるいはその形容詞化、以下では単に普通名詞）を組み合わせた形式である。
ほとんどの場合、正式国名の固有名詞部分が通称となる。ただし、固有名詞が同じ国がある場合、普通名詞を残したり（例：コンゴ民主共和国）、正式名称にない言葉を付け加えたり（例：朝鮮民主主義人民共和国→北朝鮮）する。また、固有名詞部分を漢字一文字で略し「国」を付けることもある（例：ロシア連邦→露国、大韓民国→韓国、イギリス→英国、アメリカ合衆国→米国）。普通名詞部分を通称とすることもある（例：アメリカ合衆国→合衆国）。ごくまれに、正式名称に含まれない言葉が通称となることもある（例：グレート・ブリテンおよび北アイルランド連合王国→イギリス）。ただし厳密には、このような例は少なくなく、そのような場合、正式名称の日本語訳が通称に合わせられる（例：Koninkrijk der Nederlandenは直訳すればネーデルラント王国だが、通称のオランダに合わせ、オランダ王国と訳される）。
普通名詞部分の種類としては君主の存在の有無で王国か共和国、複数の小国が結合してなりたっている連邦、合衆国、社会主義体制なら社会主義などと付け、さらにそれらを組み合わせる場合もある。島国の場合諸島という場合もある。共産主義諸国では人民、イスラム教を国教とする国ではイスラムなど、イデオロギーや宗教に特徴的な語句もある（例：中華人民共和国、イラン・イスラム共和国）。
固有名詞が普通名詞を修飾するのが普通だが、逆の形や（例：民主カンプチア）、もっと複雑な形もある（例：社会主義人民リビア・アラブ国）。
普通名詞の付かない固有名詞だけの国名もあり、イギリス連邦諸国に多い（マレーシア、カナダなど）。ごくまれに、普通名詞だけからなる国名もある（例：ソビエト社会主義共和国連邦　※ソビエトとはロシア語で評議会の意）。
普通名詞は、現地語ではなく、それぞれの言語に訳されるのが普通である。たとえば英語でのUnited statesを日本語では合衆国、Republicは共和国と表現する。ただし、相当する概念が自国語にない場合など、訳されないこともある（例：イスラム、ソビエト）。

## 漢字による略称
また日本や中国では、漢字を使った略語を用いる場合もある。例としては英国（イギリス）米国（アメリカ）、豪州（オーストラリア）などである（アメリカは中国語では美国）。もともとはアメリカの場合だと亜米利加という当て字であったものが省略されたものである。アメリカの場合は幕末期と推定されているが、古いものでは室町時代には印度（インド）との表現があったらしい。

## 国名の変遷
国名は政治体制が変化したり、国家が分裂・併合した場合に変えられることがある。例えば、セイロンからスリランカ、ビルマからミャンマー、ザイールからコンゴ民主共和国への変遷やユーゴスラビア、ソビエト連邦の分裂など多数の例がある。
日本の場合は憲政史上国号を明確に規定する法令が存在したことがなく、明治維新から第二次世界大戦後までの大日本帝国憲法下では大日本帝国という国名も使用されたが、日本国、日本帝国、大日本国という国名も使用されており、現在の日本国に続いている。更に、日本の英語表記の国名では、NIPPONも使用されているが、Japanの方が多く通用している。
あるいは、自身が名乗る国名である「中華民国」を政治的な理由により認知してもらえず、外交関係のない多くの国からは地域名である「台湾」と呼ばれるような例もある。

## 国名がない「国」
現代では全ての国に自称の国名があるのが当然であるが、近世以前の国では国名がない事例も多数見られる。マウリヤ朝は、当時マガダ王が支配していたが、王朝が帝国規模に拡大した時期でさえ、マガダ国が意味するのは、帝国規模に拡大する以前のガンジス川下流地方の地域名称だった。正統カリフ時代やウマイヤ朝も国名はなかった。ウマイヤ王朝にとって国名に近い概念ではウンマ・イスラミーヤが挙げられるが、これは信徒の共同体の意味であり、ウマイヤ朝時代には王朝支配下の大多数の住民はイスラム教徒に改宗していなかったため、彼らはウンマには含まれなかった。国家という概念でdawlaを利用し始めるのは8世紀中頃からである。ローマ帝国というポピュラーな事例でさえ、SPQRは厳密には国名ではなく、前2世紀頃急激に帝国規模に拡大した時期では、SPQRはローマ市民権を持つ市民共同体を意味し、現在「ローマ帝国」として認識されている概念に相当する言葉としては「Imperium Romanum」が利用されたが、これも国名ではなかった。オスマン帝国に正式な国名「オスマン国」が制定されたのは1876年の憲法であり、それまで公文書では「至高の国家（デヴレヴィ・アリイエ）」が慣用的に利用されていた。近世までの中国では中国の皇帝は特定の領域の君主ではなく「天下」の支配者であるという思想から（中華思想）、皇帝の支配地域を指す国名は存在しなかった。理念的には全世界が皇帝の支配地域で、朝廷直轄の地域・朝貢国の支配地域・朝貢していない国の支配地域があるだけである（当然「外国」との対等の国交も存在しない）。漢・唐・宋などという名称は国名ではなく王朝の名前として理解されている側面があったが、明清時代となると、国名として外交文書等で見られるようになる。